# Sol negro

O "Sol Negro" semelhante ao do castelo Wewelsburg.

O Sol Negro (alemão: Schwarze Sonne) é um símbolo nazista, um tipo de roda solar (alemão: Sonnenrad) empregado em um contexto da Alemanha pós-nazista por neonazistas e em algumas correntes do satanismo. O desenho do símbolo consiste em doze runas radiais, semelhantes aos símbolos empregados pela SS em seu logotipo. Ele apareceu pela primeira vez na Alemanha Nazista como um elemento de desenho no castelo Wewelsburg, localizado numa vila de mesmo nome, remodelado e ampliado pelo chefe da SS, Heinrich Himmler, o qual ele pretendia ser um centro para a SS.
Se o desenho tinha um nome ou tinha algum significado particular entre as SS permanece desconhecido. Sua associação com o ocultismo se origina com um romance alemão de 1991, Die Schwarze Sonne von Tashi Lhunpo ("O Sol Negro de Tashi Lhunpo"), pelo autor pseudônimo Russell McCloud (nome de nascença Stephan Mögle-Stadel). O livro liga o mosaico de Wewelsburg com o conceito neonazista do "Sol Negro", inventado pelo ex-oficial da SS Wilhelm Landig como substituto da suástica nazista.

## O Mosaico de Wewelsburg
Em 1933, Heinrich Himmler, o chefe das SS, adquiriu Wewelsburg, um castelo perto de Paderborn, na Alemanha. Himmler pretendia transformar a estrutura em um centro para as SS e, entre 1936 e 1942, Himmler ordenou que o prédio fosse ampliado e reconstruído para fins cerimoniais. Como produto da remodelação de Himmler, doze runas verde-escuras sobrepostas radialmente, como as empregadas no logotipo da SS, aparecem no piso de mármore branco da torre norte da estrutura, o Obergruppenführersaal ou "Salão do General". O estudioso Nicholas Goodrick-Clarke descreve este "desenho único de roda solar da SS" como "um disco preto cercado por doze runas de assinatura radiais".

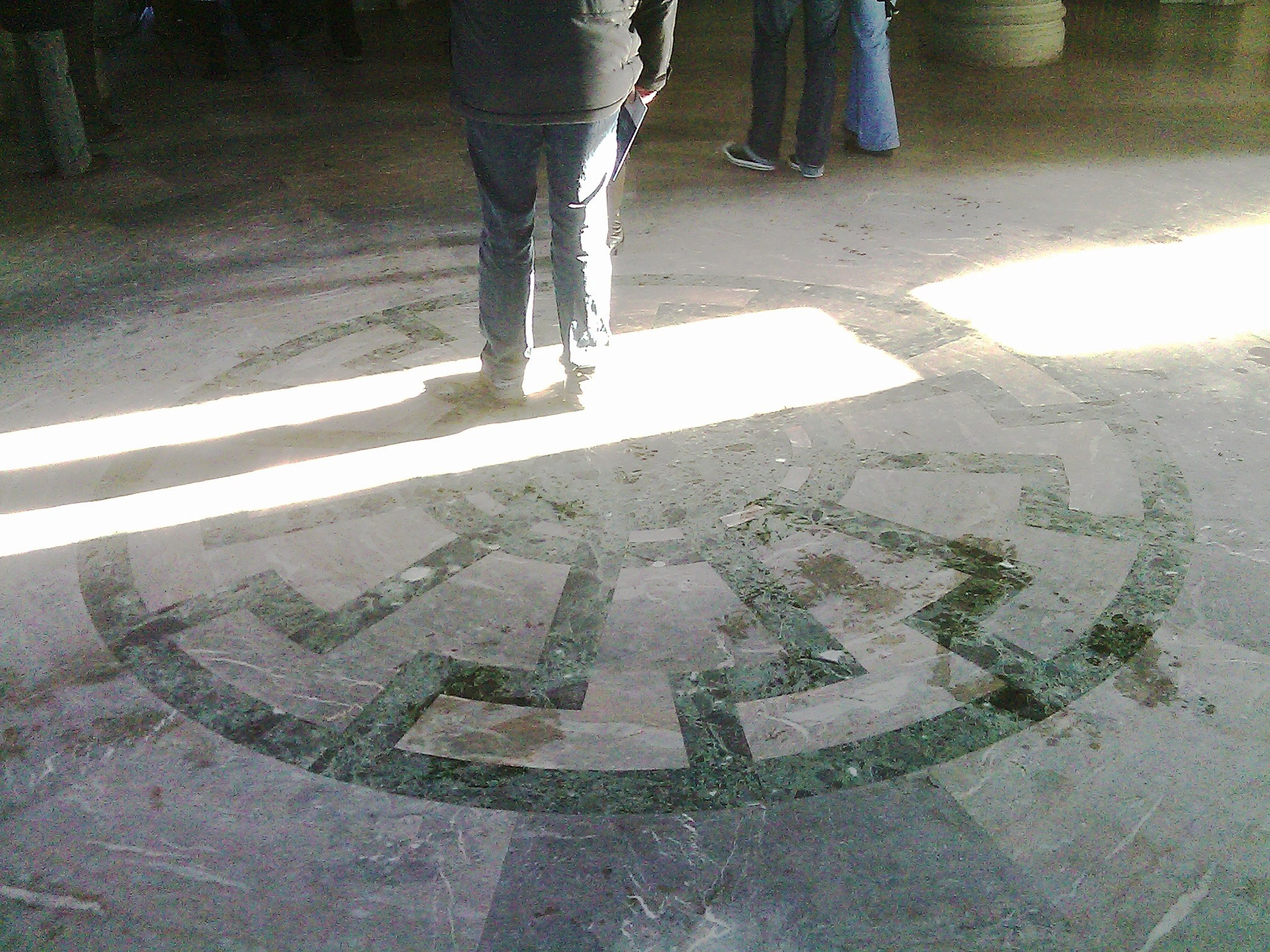
Detalhe do mosaico Wewelsburg do qual o símbolo é derivado.
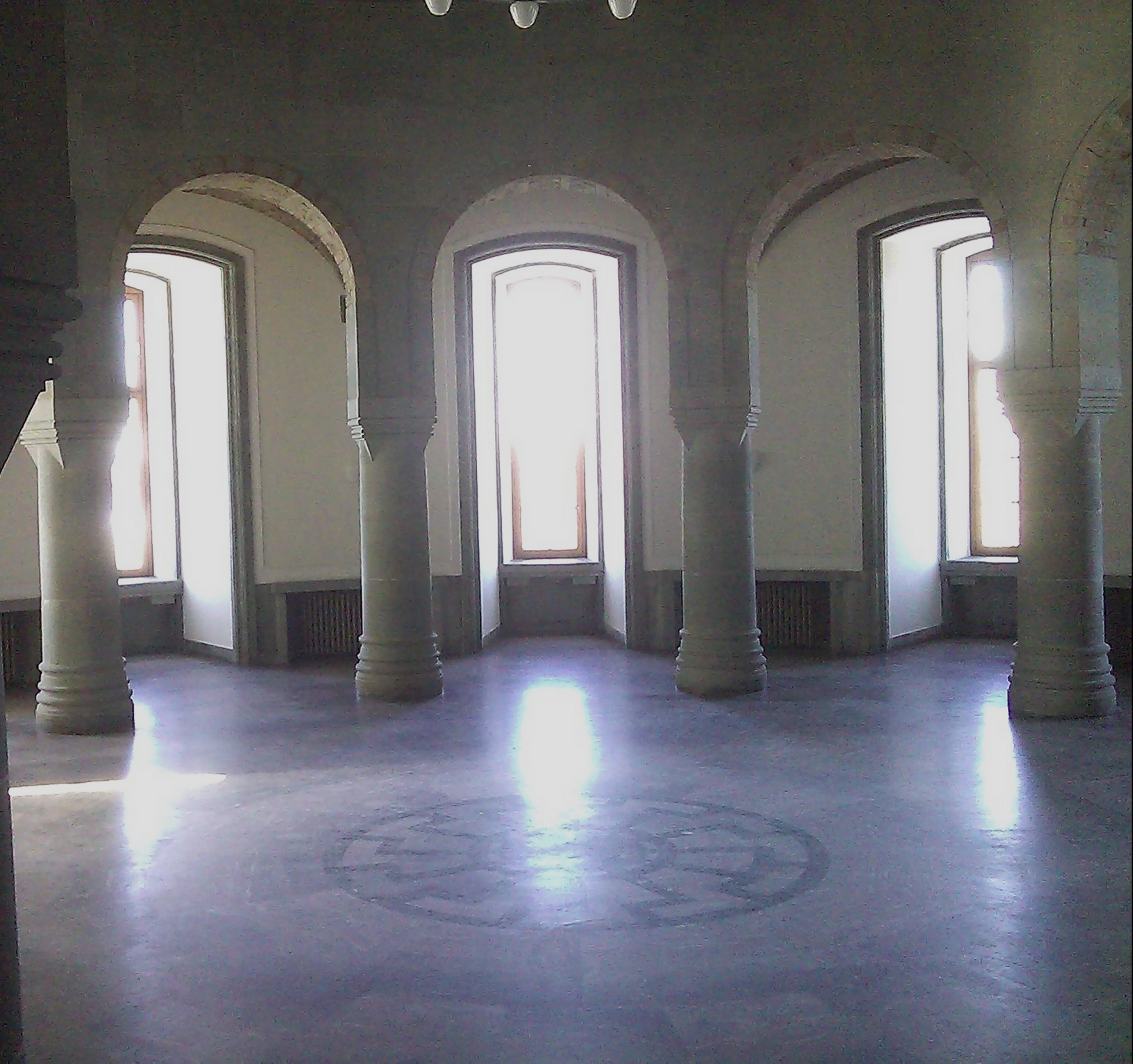
Vista da colocação do mosaico em Wewelsburg.
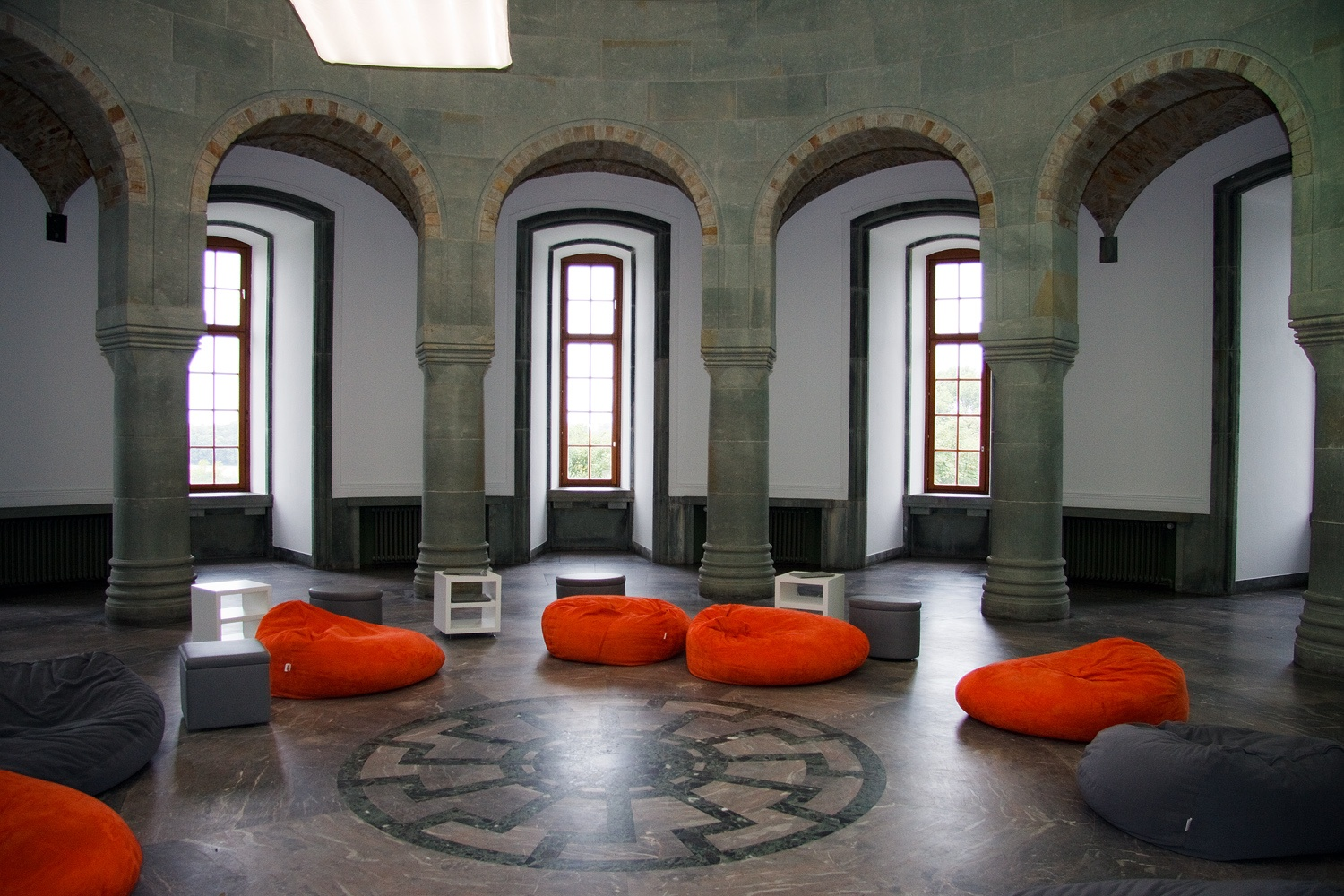
Outra vista da colocação do mosaico em Wewelsburg.

O significado pretendido da imagem permanece desconhecido. Alguns estudiosos sugeriram que o artista pode ter encontrado inspiração em motivos encontrados em discos decorativos merovíngios (Zierscheiben). De acordo com Goodrick-Clarke, "[foi] sugerido que esta roda solar de doze raios deriva de discos decorativos dos merovíngios do início do período medieval e supostamente representa o sol visível ou sua passagem pelos meses do ano. Esses discos foram discutidos em publicações acadêmicas durante o Terceiro Reich e podem muito bem ter servido aos projetistas de Wewelsburg como modelo."

## Neo-Nazismo

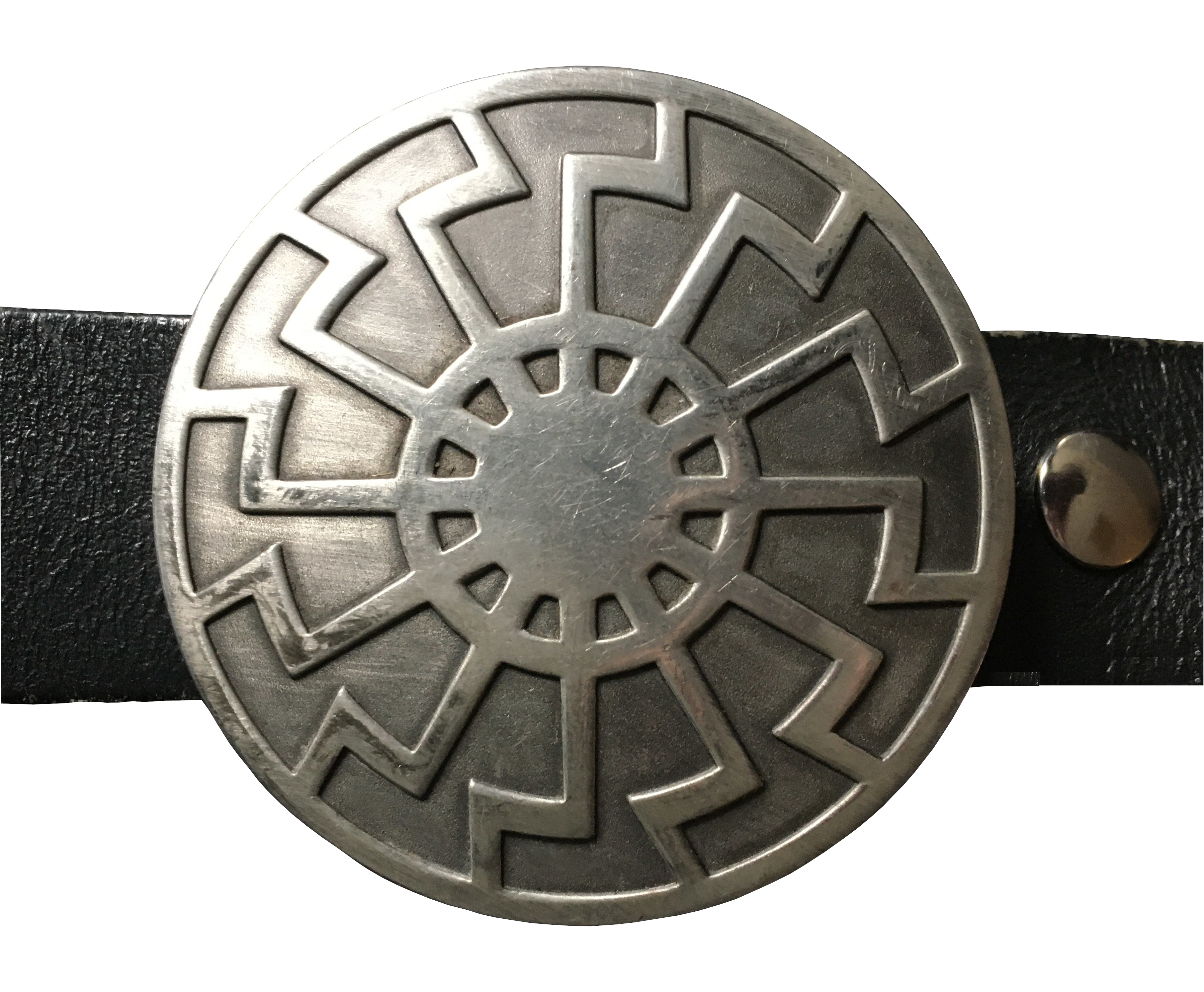
Um cinto de couro com o símbolo do sol preto como fivela de cinto. A peça é da década de 2010

O símbolo do Sol Negro é amplamente usado por neofascistas, neonazistas, nacionalistas brancos e de extrema-direita. O símbolo geralmente aparece em bandeiras extremistas, camisetas, pôsteres, sites e em publicações extremistas associadas a esses grupos. Grupos de extrema-direita modernos costumam se referir ao símbolo como a roda solar ou Sonnenrad.

Antigo emblema do Batalhão de Azov usado até Agosto de 2015 com o sol negro ao fundo de um wolfsangel

O nome "Sol Negro" entrou em uso mais amplo após a publicação de um romance de suspense ocultista de 1991, Die Schwarze Sonne von Tashi Lhunpo (O Sol Negro de Tashi Lhunpo), escrito pelo autor pseudônimo Russell McCloud. O livro liga o mosaico de Wewelsburg com o conceito neonazista do "Sol Negro", inventado pelo ex-oficial da SS Wilhelm Landig como substituto da suástica nazista e símbolo de uma fonte de energia mística que deveria renovar a raça ariana.
Vários grupos e indivíduos de extrema-direita utilizaram o símbolo em sua propaganda, incluindo o atirador da mesquita de Christchurch, Brenton Tarrant, o grupo neonazista australiano Antipodean Resistance e o regimento de extrema-direita da Guarda Nacional ucraniana, o Batalhão de Azov. O símbolo foi exibido por membros de vários grupos extremistas envolvidos no comício Unite the Right em Charlottesville, Virgínia.
Fernando André Sabag Montiel, o brasilo-argentino que tentou assassinar Cristina Kirchner em setembro de 2022, possui uma tatuagem do símbolo no cotovelo

## Satanismo
Junto com outros símbolos da era nazista, como o Wolfsangel, a runa Sig Armanen e o Totenkopf, o sol negro é empregado por alguns adeptos do satanismo. O estudioso Chris Mathews escreve:
O motivo do Sol Negro é ainda menos ambíguo. Embora baseado em símbolos alemães medievais, o mosaico de Wewelsburg é um projeto único encomendado especificamente para Himmler, e sua principal associação contemporânea é o ocultismo nazista, para o qual grupos satânicos nazistas e neonazistas esotéricos o adotam.